# رجائي المعشر
رجائي صالح عيسى المعشر (1944-) سياسي أردني ولد في عمان وهو ابن صالح المعشر الذي يعد أحد رجالات الرعيل الأول وله إنجازات كبيرة في عالم الاقتصاد والتنمية. شغل منصب وزير في عدد من الوزارات في السبعينيات، وأصبح رئيسًا للبنك الأهلي الأردني سنة 1997. تولّى منصب نائب رئيس الوزراء عام 2009 في حكومة سمير الرفاعي، وتم تعيينه نائباً لرئيس الوزراء في حكومة عمر الرزاز في 14 يونيو 2018. وكان رئيس لجنة التحقيق في حادثة البحر الميت التي أودت بحياة 21 طالبا ومعلما غرقا في السيول.
وصفته رويترز عام 2009 بأنه «رجل أعمال بارز ومنتقد قوي للإصلاحيين الليبراليين ومؤيد لدور أوسع للدولة في الاقتصاد». بعد تعيينه نائبا لرئيس الوزراء، وصفته رويترز أيضا بأنه «محافظ» سياسي ومصرفي مؤثر ومن بين أغنى رجال الأعمال في الأردن.
ساهم في تأسيس العديد من الشركات منها شركة المنظفات الكيماوية وشركة السلفوكيماويات، وفي عام 1981 أسس الشركة الأهلية للاستثمارات العامة التي أصبح اسمها لاحقا الشركة الأهلية للاستثمارات المالية، وتحولت إلى بنك الأعمال عام (1990) ولاحقا اندمج هذا البنك مع البنك الأهلي في بداية عام 1997.
في 20 يناير 2020 صدرت الإرادة الملكية بتعيينه عضوا في مجلس الأعيان 

## المؤهلات العلمية
حصل على شهادة البكالوريوس في الكيمياء وعلى درجة الماجستير في إدارة الأعمال عام 1966، ودكتوراه في إدارة الأعمال تخصص تسويق عام 1971 من جامعة إلينوي في شيكاغو.

## الخبرات العملية
- رئيس مجلس الإدارة في البنك الأهلي الأردني 1997
- عضو مجلس الأعيان السابع عشر 1993-1997
- عضو مجلس الأعيان الثامن عشر 1997-2001
- عضو مجلس الأعيان التاسع عشر 2001-2003
- عضو مجلس الأعيان العشرون 2003-2005
- عضو مجلس الأعيان الحادي والعشرين 2007
- عضو مجلس الأعيان الثاني والعشرين 2007-2009
- رئيس مجلس الإدارة في بنك الأعمال 1988-1996
- مدير عام ورئيس مجلس الإدارة في بنك الأعمال 1980-1985
- مدير شركة وعضو مجالس إدارة شركات مساهمة عامة 1975-1980
- مدير دائرة الجمعية العلمية الملكية 1972-1974

## الحقائب الوزارية
- 1974: وزير الاقتصاد الوطني في حكومة زيد الرفاعي.
- 1976: وزير الصناعة والتجارة في حكومة زيد الرفاعي.
- 1985: وزيراً للصناعة والتجارة والتموين في حكومة زيد الرفاعي.
- 2010: نائب لرئيس الوزراء
- 2018: نائبا لرئيس الوزراء

## الأوسمة
- وسام الكوكب الأردني من الدرجة الأولى.[6]
- أوسمة من الصين الوطنية (تايوان)، اليابان، النمسا.